# Rocca de’ Baldi
Rocca de’ Baldi (piemontiul: La Ròca dij Bàud) település Olaszországban, Piemont régióban, Cuneo megyében. Lakosainak száma 1552 fő (2023. január 1.). Rocca de’ Baldi Magliano Alpi, Mondovì, Morozzo és Sant’Albano Stura községekkel határos.

## Népesség
A település lakossága az elmúlt években az alábbi módon változott:
| Lakosok száma | 1673 | 1639 | 1552 |
|               | 2017 | 2018 | 2023 |